# Mạc Tử Sinh
 (avril 2019).
Si vous disposez d'ouvrages ou d'articles de référence ou si vous connaissez des sites web de qualité traitant du thème abordé ici, merci de compléter l'article en donnant les références utiles à sa vérifiabilité et en les liant à la section « Notes et références ».
Mạc Tử Sinh ou Mạc Tử Sanh (鄚子泩, 1769-1788) est un général de la dynastie Nguyễn, dirigeant du Hà Tiên de 1785 à 1788. Il est le fils de Mạc Thiên Tứ. Mac Tu Sanh a suivi Lord Nguyen Anh et a été ordonné Tham Tướng Cai cơ Lý Chánh Hầu, Đặc tiến Phụ quốc Cẩm Y về, Chưởng vệ sự, Đô Đốc Chưởng cơ Thượng Tướng quân. Il a occupé le poste de Lưu Thủ de Ha Tien 1787 - 1788, il est mort en 1788 et n'avait pas de tombe sur la montagne Binh San, cependant, Mac Tu Sanh est l'une des trois personnes vénérées à Mac Cong Mieu à Ha Tien (avec Mac Cuu et Mac Thien Tich).